# یاریجان علیا (کرمانشاه)
یاریجان علیا (کرمانشاه)، روستایی از توابع بخش فیروزآباد شهرستان کرمانشاه در استان کرمانشاه ایران است.فاصله این روستا تا شهر کرمانشاه حدود ۷۰ کیلومتر است . شغل مردم کشاورزی عمدتاً دیم شامل گندم ، جو، نخود، عدس می‌باشد و در حد محدود هم دامداری رواج دارد . قبلاً که منابع آب رو زمینی و زیر زمینی مطلوب بود محصولات آبی هم شامل خیار، گوجه فرنگی و ... کشت می شد. به علت محدود بودن زمین کشاورزی و منابع اشتغال، جوانان روستا عمدتاً به شهرها مهاجرت کرده‌اند. روستا دارای جنگل‌های تنک زاگرسی خصوصاً درختان بلوط میباشد . زمستان های سرد و تابستان های گرم از خصوصیات آب و هوایی این منطقه می‌باشد . زبان مردم روستا لکی می‌باشد . روستا دارای مدرسه ، مسجد ، خانه بهداشت و تعدادی مرغداری در اندازه کوچک می‌باشد. 

## جمعیت
این روستا در دهستان جلال‌وند قرار دارد و براساس سرشماری مرکز آمار ایران در سال ۱۳۸۵، جمعیت آن ۱۲۵ نفر (۳۱خانوار) بوده‌است.نبود امکانات اشتغال پایدار در روستا و کاهش محسوس منابع آب و کمبود زمین کشاورزی موجب مهاجرات روستائیان به شهر شده لکن جمعیت ساکن عمدتاً دارای میانگین سن بالایی می باشند . استعداد هوش خدادادی ساکنین روستا باعث شده که ازبین جوانان افرادی به مدارج عالی علمی ، اداری و ... رسیده اند و در صورت توجه خاص به منطقه بدون شک سرمایه انسانی مستعدی در منطقه وجود دارد .